# Rocket Man
«Rocket Man» — песня британского певца и композитора Элтона Джона 1972 года с альбома Honky Château.
В 2004 году журнал Rolling Stone поместил песню «Rocket Man» в исполнении Элтона Джона на 242 место своего списка «500 величайших песен всех времён». В списке 2011 года песня находится на 245-м месте.

## История создания
Текст песни написал Берни Топин, являясь основным автором текстов для песен Элтона Джона. По самой распространенной версии, Топина вдохновил рассказ «Космонавт» (англ. The Rocket Man) из сборника «Человек в картинках» Рэя Брэдбери. Однако согласно книге Элизабет Розенталь «Музыкальное путешествие Элтона Джона», Топин написал песню под впечатлением от увиденной им «падающей звезды». А по словам самого Топина, его вдохновила песня «Rocket Man» группы Pearls Before Swine.

## Позиции в хит-парадах
Еженедельные чарты:
| Чарт (1972)                       | Наив. поз. |
| --------------------------------- | ---------- |
| Великобритания (UK Singles Chart) | 2          |
| Германия                          | 18         |
| Ирландия                          | 6          |
| Италия                            | 6          |
| США (Billboard Pop Singles)       | 6          |
| Чарт (2008)                       | Наив. поз. |
| Норвегия                          | 18         |

Годовые чарты:
| Чарт (1972)                         | Позиция |
| ----------------------------------- | ------- |
| США (Billboard Top Pop 100 Singles) | 40      |

## Наследие
В честь этой песни Фаррелл Уильямс назвал своего сына - Рокет Уильямс (р. 2008 г.). Песню «Rocket’s Theme» из мультфильма «Гадкий я» Фаррелл посвятил ей же.